# Witterda
Witterda ist eine Gemeinde im Landkreis Sömmerda in Thüringen. Erfüllende Gemeinde für Witterda ist die Gemeinde Elxleben. Bekannt ist Witterda besonders wegen seiner langen Obst- und Gartenbautradition.

## Geografie
Die Gemeinde liegt nordwestlich der Landeshauptstadt Erfurt am Nordhang der Fahner Höhe. Ortsteil der Gemeinde ist Friedrichsdorf.

## Geschichte

### Anfänge bis 1600
Die fruchtbare und klimatisch günstige Region ist schon seit der Steinzeit besiedelt. Für den Ursprung des Ortsnamens Witerde (später Witterda) gibt es zwei Erklärungen. Die germanische Deutung ist Siedlung unter Weidenbäumen (an einer Quelle), wobei das de auf ein hohes Alter dieser Siedlung hinweist. Der Name könnte auch slawischen Ursprungs sein. Das slawische Wort Wit- bedeutet Herr. Witterda würde somit Herrensitz bedeuten.
1144 ist im Copialbuch des Petersklosters Erfurt von einem „Wernhere de Witerde“ als Zeugen die Rede. Herren von Witerde waren wohl Ministeriale, eine Burg im Ort war ihr Stammsitz (eine Anhöhe neben dem Kirchberg heißt noch „die Burg“ oder „Borke“). Unweit davon existiert auch die Bezeichnung „das Schloss“ mit „Herrengarten“.
Die Gemeinde wird erstmals 1233 urkundlich erwähnt, als der Mainzer Erzbischof Siegfried III. die Vogteirechte über Witterda erwarb. Die Geschichte des Ortes ist eng an den damaligen Mainzer Hof in Erfurt geknüpft. Witterda gehörte ab dem 13. Jahrhundert zu den so genannten Küchendörfern um die Stadt Erfurt, die den Hof mit Lebensmitteln zu versorgen hatten und ihm mit unentgeltlichen Arbeitsleistungen frondienstpflichtig waren. Im Gegenzug waren diese Küchendörfer von bestimmten Abgaben befreit. Diese engen Beziehungen führten dazu, dass Witterda bis heute überwiegend katholisch ist.
Die Einwohner lebten von Ackerbau und Viehzucht, wobei die Färberpflanze Waid besonders wichtig war, doch auch der Wein-Anbau spielte eine Rolle. 1530 forderte die Pest 100 Tote. Die zweite Hälfte des 16. Jahrhunderts war eine Blütezeit des Ortes. Es entstanden im Rahmen einer Befestigung drei das Dorf schützende, massive und ständig bewachte Tore (Obertor, Untertor, Feldtor). Auch große Bauernhöfe schmückten sich mit stattlichen Torbögen. In einer Urkunde von Ende des 16. Jahrhunderts heißt es: „Kein Dorf hat so wohlhabende Pauern als wie zu Wietterde“. Die alte Kirche (sancti Martini in ville witterde) wurde gründlich repariert. An der Spitze der Gemeindeverwaltung stand ein „Oberheimbürge“.

### 1600 bis 1914
Der Dreißigjährige Krieg führte zu schweren Plünderungen und Zerstörungen in dem wohlhabenden Ort. 1625/26 raffte die Pest 200 von 360 Einwohnern dahin. Allmählich erholte sich der Ort. 1710 konnte die neue Kirche St. Martin geweiht werden, 1713 kam der barocke Hochaltar hinzu. 1718 wurde das Gemeindebackhaus gebaut. Der Siebenjährige Krieg mit französischen und preußischen Besatzungen und Kontributionszahlungen führte zu einer „gewaltigen Kriegsschuld“. 1775 kam es für Knaben, 1780 auch für Mädchen zur allgemeinen Schulpflicht. Die Einführung des Obstanbaues an den Fahnerschen Höhen Ende des 18. Jahrhunderts war für Witterda eine erhebliche Bereicherung und mit wachsendem Wohlstand verbunden. Selbst Nuss- und Aprikosenbäume wurden gepflanzt.
1802 verlor Witterda seine Mainzer Herrschaft und kam an das Königreich Preußen. 1803 waren König Friedrich Wilhelm III. und Königin Luise auf der Durchreise. Nach der Schlacht bei Jena und Auerstedt 1806 wurde Witterda bis 1813 ein Teil der „Persönlichen Domäne Erfurt“ von Napoleon I. und gehörte damit quasi zu Frankreich. Es kam zu Durchmärschen, Einquartierungen, Plünderungen, Kontributionen und Requisitionen. Nach dem für Napoleon verlorenen Russlandfeldzug mussten 1813 alle Witterdaer Männer in Erfurt an der Zitadelle Petersberg zu deren Verstärkung Schanzarbeiten leisten. An einem „bösartigen Nervenfieber“ (wohl Typhus) starben 25 Einwohner. 1813/14 kam es auch zu Plünderungen und anderen Exzessen durch Kosaken. Witterda wurde wieder preußisch und gehörte bis 1944 zum Regierungsbezirk Erfurt der Provinz Sachsen. An der Last von Kriegsschulden und ihrer Tilgung nach dem Krieg hatte der Ort noch lange zu tragen. Auf Grund der wirtschaftlichen Notlage und der Verheißung eines besseren Lebens gab es Mitte des 19. Jahrhunderts ein „Auswanderungsfieber“ nach Nordamerika. 1839 wurden Ober- und Untertor abgetragen.
Im Deutsch-Französischen Krieg 1870/71 nahmen 32 Witterdaer und Friedrichsdörfer teil. In den nachfolgenden Jahrzehnten nahm der Ort am allgemeinen Aufschwung im neugegründeten Deutschen Reich teil. Das nach Niederlegung seiner Festungsmauern rasch expandierende Erfurt bot einen immer besseren Absatzmarkt für landwirtschaftliche Erzeugnisse. 1891 wurde für die evangelische Minderheit die „Gustav-Adolf-Kapelle“ im Unterdorf gebaut. 1894 erhielt Witterda ein eigenes Postamt, 1897 wurde es an das Fernsprechnetz angeschlossen, im gleichen Jahr brachte ein Bahnhof die Eisenbahnverbindung an der Strecke Kühnhausen–Langensalza. Feste Landstraßen in die Nachbardörfer wurden gebaut. 1909 erfolgte der Anschluss an die Stromversorgung, gespeist aus dem neuen Kraftwerk Thüringen in Gispersleben. 1910 wurde eine Wasserleitung gelegt, 1912 waren alle Häuser angeschlossen. Seit Beginn des 20. Jahrhunderts wurde Witterda zunehmend Ausflugsort, besonders während der Obstblüte. Die Einwohnerzahl hatte im Jahre 1900 auf 900 zugenommen.

### 1914 bis 1945
Im Ersten Weltkrieg starben 34 Männer aus Witterda und neun aus Friedrichsdorf.
In der Zeit der Weimarer Republik betrafen Hyperinflation, Absatzschwierigkeiten und Arbeitslosigkeit auch das Bauerndorf Witterda erheblich. Die konservative, katholische Bevölkerung wählte überwiegend die Zentrumspartei, die auch die Bürgermeister stellte.
In der Zeit des Nationalsozialismus profitierte der Ort zunächst von der „Erzeugungsschlacht“ mit garantierter Abnahme der landwirtschaftlichen Produkte (der Staat legte Vorräte an), von der Einführung des „HJ-Landdienstes“ für die jungen Mädchen und von der Beseitigung der Arbeitslosigkeit durch „Notstandsarbeiten“, Aufbau der Rüstungsindustrie in den umgebenden Städten und den wiedereingeführten Wehrdienst – ohne dass Motivation und Folgen dieser Politik von den meisten durchschaut wurden. 1933 feierte Witterda den 700. Jahrestag seiner urkundlichen Ersterwähnung. Der totale Anspruch des NS-Staates auf die Menschen führte zu Reibungen mit der katholischen Kirche, auch zu zweimaliger Verhaftung des Pfarrers. Es kam zu Umbesetzungen bei den Lehrerstellen. In Witterda wurden 27 „Erbhöfe“ geschaffen. Diese mussten in der Hand nur eines Erben bleiben, um die laufende Verkleinerung der Höfe zu beenden. Die innerörtlichen und die zu den Nachbardörfern führenden Straßen wurden erneuert, der Löschwasserteich wurde modernisiert, eine Motorspritze für die 1878 gegründete Freiwillige Feuerwehr Witterda angeschafft, ein neuer Sportplatz und eine neue Schule gebaut (mit Gemeinschaftsräumen für HJ und BDM).
Nach Beginn des Zweiten Weltkriegs hatte der Ort evakuierte Frauen und Kinder aus dem Saarland und später aus den Luftkriegsgebieten aufzunehmen. Als „Ersatz“ für die zum Wehrdienst eingezogenen Männer wurden Zwangsarbeiter aus Polen und kriegsgefangene Franzosen eingesetzt. Letztere (etwa 30 Mann) hatten ihre Unterkunft in der „Schenke“ und arbeiteten in der Landwirtschaft. Die Leitung der Betriebe hatten die Frauen und die Alten zu übernehmen.
Das Einzelschicksal Gert Sch. aus Witterda, zeigt auf, wie der Rassenwahn auch in kleinere Gemeinden Einzug erhielt. Gert Sch., geboren am 25. November 1928, lebte in Witterda zusammen mit seinen Großeltern. Im Mai 1941 kam die Aufforderung des zuständigen Jugendamtes, dass: „der Negermischling aus dem Ort entfernt wird, um die Schuljugend in Witterda seinem schändlichen Einfluß zu entziehen.“ Vorgesehen war, dass der Junge in ein Waisenhaus in die St. Josefspflege nach Mulfingen gebracht werden solle. Dort wurden Forschungen mit „Zigeunermischlingskindern“ unter den „Zigeunerforschern“ Roman Ritter und Eva Justin gemacht, bis diese in das KZ Auschwitz deportiert wurden. Die St. Josefspflege lehnte die Aufnahme Gert Sch. ab und dieser kehrte nach Beendigung der Schule zu seiner Mutter nach Bad Langensalza zurück. Am 20. Juli 1944 wurde der nun 16-jährige dann in das KZ Buchenwald eingewiesen und im Steinbruch eingesetzt. Nach eigenen Aussagen überlebte er das Konzentrationslager nur aufgrund der illegalen Widerstandsorganisation.
Am 10. April 1945 besetzten US-Truppen den Ort, auf dessen Kirchturm (durch einen französischen Kriegsgefangenen?) die weiße Fahne gehisst worden war. Durch Beschuss brannten einige Scheunen am Dorfrand nieder. Als „Strafmaßnahme“ für den von ihm geplanten Widerstand mit Barrikadenbau im Dorf wurde das Schul-Wohnhaus des Lehrers und Volkssturmführers abgebrannt. Er selbst wurde abgeführt. Die US-Soldaten durchsuchten jedes Haus vom Keller bis zum Boden und verhängten eine Ausgangssperre ab 21:00 Uhr.
Im Zuge der Kampfhandlungen am 10. April kamen 15 deutsche Soldaten ums Leben. Sie fielen zum Teil in der Flur um Witterda, 8 von ihnen sollen aber als „Vergeltung“ für zwei erschossene amerikanische Soldaten am Grenzgraben an der Fahnerschen Straße exekutiert worden sein. Die 15 Soldaten wurden am 12. April auf dem Friedhof begraben, 1947 hat man ihnen steinerne Grabplatten und ein großes Gedenkkreuz gesetzt.
Von den eigenen 225 aus Witterda und Friedrichsdorf eingezogenen Männern kehrten 88 (gefallen oder vermisst) nicht aus dem Krieg zurück. An sie erinnert eine Gedenktafel von 1983 in der Martini-Kirche.

### 1945 bis jetzt
Ab 1945 kamen in großer Zahl Flüchtlinge aus den Ostgebieten auch nach Witterda. Nach dem Krieg waren von 1700 Einwohnern 700 Flüchtlinge. Anfang Juli löste die Rote Armee die US-amerikanische Besatzung ab. Die landwirtschaftlichen Betriebe wurden durch ein sehr hartes Ablieferungssoll an den Rand ihrer Existenz gebracht. Razzien wurden durchgeführt. Es gab Einlieferungen in das sowjetische Speziallager Buchenwald. Unter dem Druck der Besatzung bildete sich im Herbst 1945 ein Dorfkomitee zur Durchführung der Bodenreform, das nach Enteignungen kleine Parzellen an Landlose und Neubauern vergab. Im Winter 1945 wurden alle jüngeren Männer zur Demontage der Rüstungs- und sonstigen Schwerindustrie in Erfurt zum Abtransport in die Sowjetunion abkommandiert. 1946 lief eine „Werbe-Aktion“ für den anlaufenden Uranerz-Bergbau in Aue/Sachsen, der sich viele durch Flucht in die Westzonen entzogen. Bei den Gemeinderatswahlen 1946 errang die CDU 13, die SED 3 Sitze. 1950 verließen 50 junge Leute das Dorf in Richtung Westen. Anstrengungen von SED und Behörden zur Gründung einer LPG scheiterten zunächst 1952. Durch Maschinen-Ausleih-Stationen (MAS) wurden die Bauern aber schon in Richtung Kollektivierung gedrängt. Ende der 1950er Jahre stellte die Ortsparteiorganisation der SED in einem Papier Zum Stand der sozialistischen Umgestaltung der Landwirtschaft fest: „In Witterda gibt es bekanntlich noch keine LPG“ und es wäre bisher „ein Zurückweichen vor Auseinandersetzungen mit den Bauern festzustellen“. 1960 erfolgte schließlich unter massivem Druck die Zwangskollektivierung. Zunächst handelte es sich um eine LPG „Typ I“, bei dem nur die Feldwirtschaft genossenschaftlich organisiert war. Vor dem Mauerbau 1961 gingen noch drei Bauernfamilien nach Westdeutschland. 1968 folgte die Umwandlung der LPG in den „Typ III“, bei dem auch die Viehhaltung kollektiviert war. Später spezialisierte sich Witterda auf die Rinderaufzucht, eine entsprechende Rinderaufzuchtstation wurde gebaut. Die Jungrinder wurden im Frühjahr zur Weide in den Thüringer Wald gefahren. Die Feldwirtschaft gab man überwiegend an LPG in den Nachbardörfern ab. Es wurde relativ viel gebaut in Witterda, neben Wirtschafts- und Wohngebäuden sowie Straßen auch ein großes Bungalow-Gebiet mit 140 „Datschen“ auf der „Armen Jacke“. Der Ort wurde als Naherholungsgebiet weiter ausgebaut. 1983 konnte Witterda den 750. Jahrestag seiner urkundlichen Ersterwähnung mit einem großen Festumzug begehen und wurde „Schönstes Dorf des Kreises“. 1986 erhielt der Kirchturm ein Kupferdach und ein weithin sichtbares glänzendes Kreuz auf die Spitze.
Nach der politischen Wende und Wiedervereinigung kam es zur Umstrukturierung der Wirtschaft mit Reprivatisierungen, die LPG wurde in eine Agrargenossenschaft und andere landwirtschaftliche Betriebe umgewandelt. Die Rinderzucht wurde eingestellt. Negative Begleiterscheinungen waren Arbeitslosigkeit, Abwanderung junger Leute, Frühverrentungen und ein drastischer Einbruch bei den Geburtenzahlen. Auf der anderen Seite wurde das Dorf baulich restauriert, und ein Neubaugebiet mit entsprechendem Zuzug von Neubürgern entstand. 
Von 1990 bis 2024 war bei allen Wahlen die CDU die stärkste Partei. Bei der Landtagswahl in Thüringen 2024 und bei der Bundestagswahl 2025 wurde die AfD stärkste Kraft. 
2008 beging Witterda mit einem Festumzug den 775. Jahrestag seiner urkundlichen Ersterwähnung.
2014 besuchten zwei Angehörige der Hauptlinie der Familie von Wittern (Alexander und Thomas), in Bayern lebende Nachfahren der Namensgeber von Witterda, den Ort.

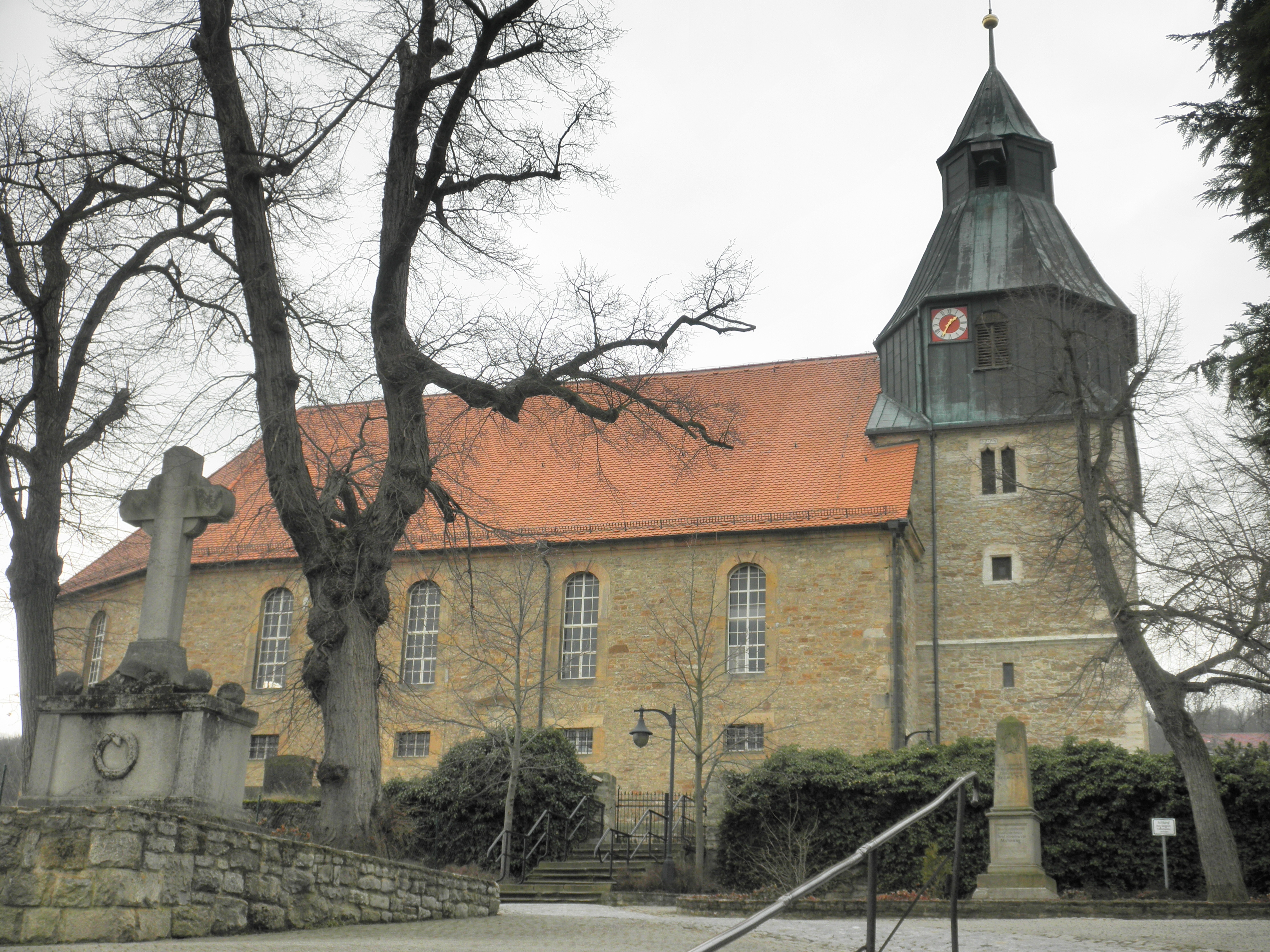
Katholische Kirche St. Martin in Witterda
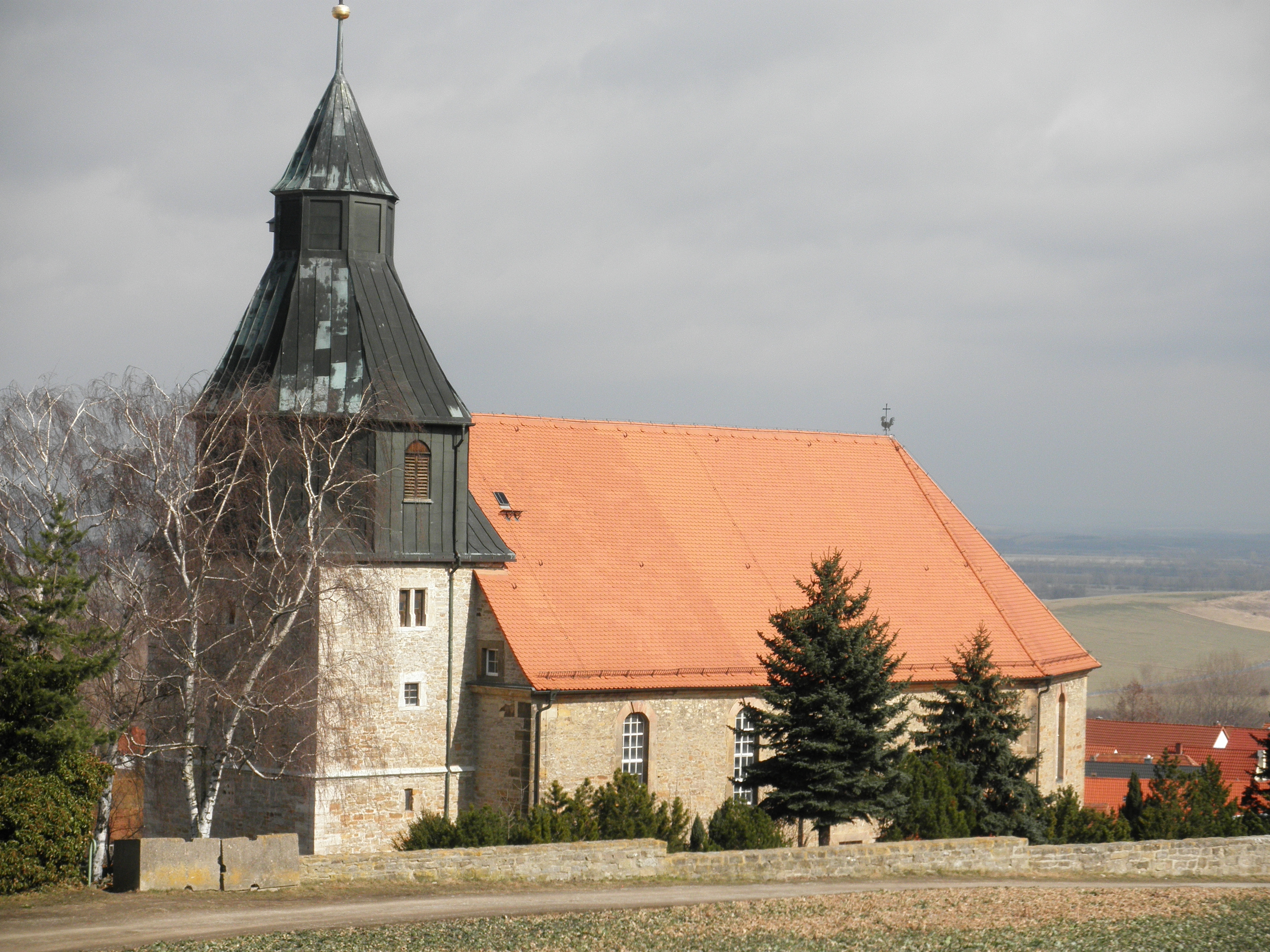
St. Martin
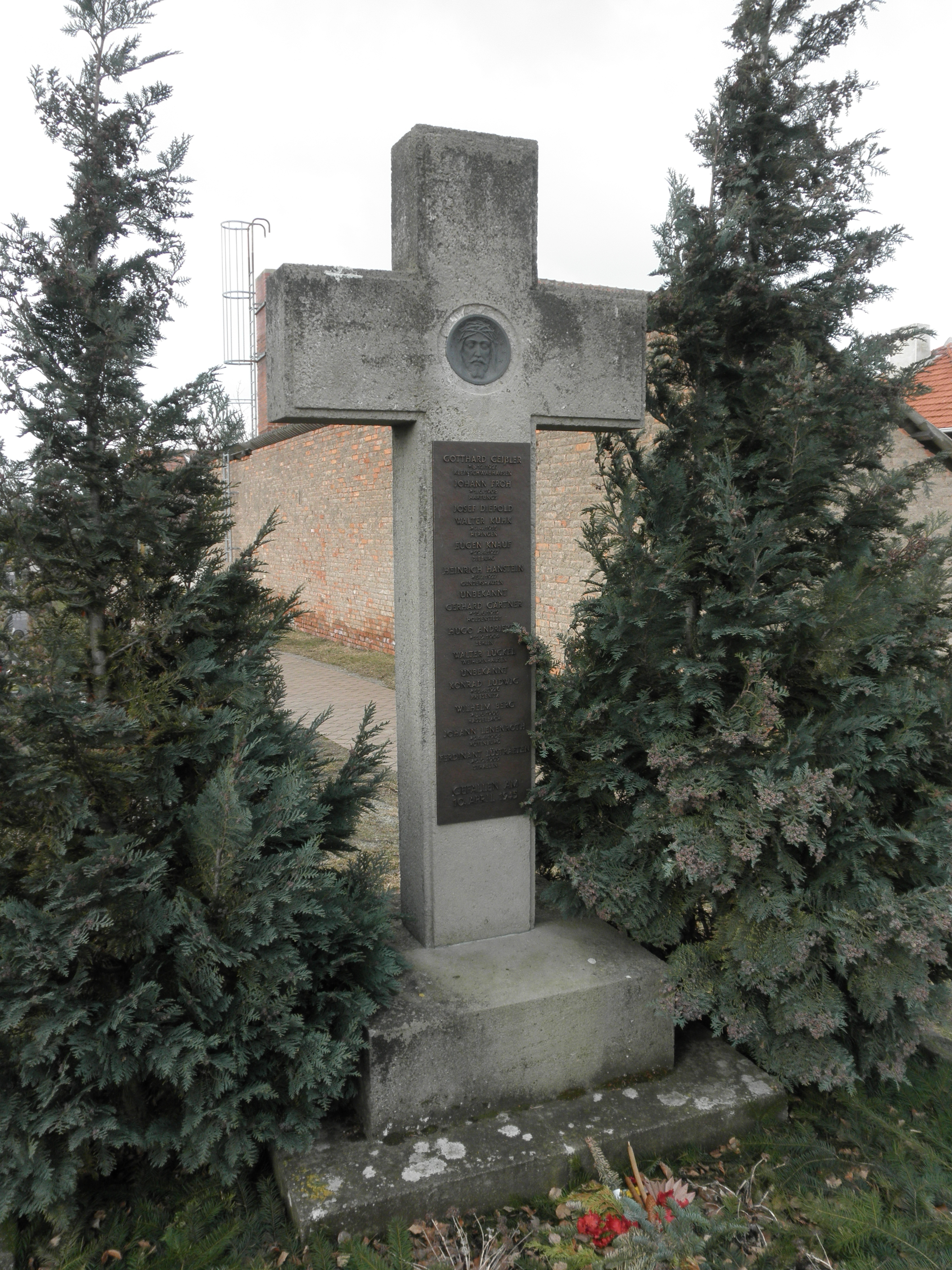
Gemeinschaftsgrab für 15 am 10. April 1945 gefallene oder exekutierte deutsche Soldaten
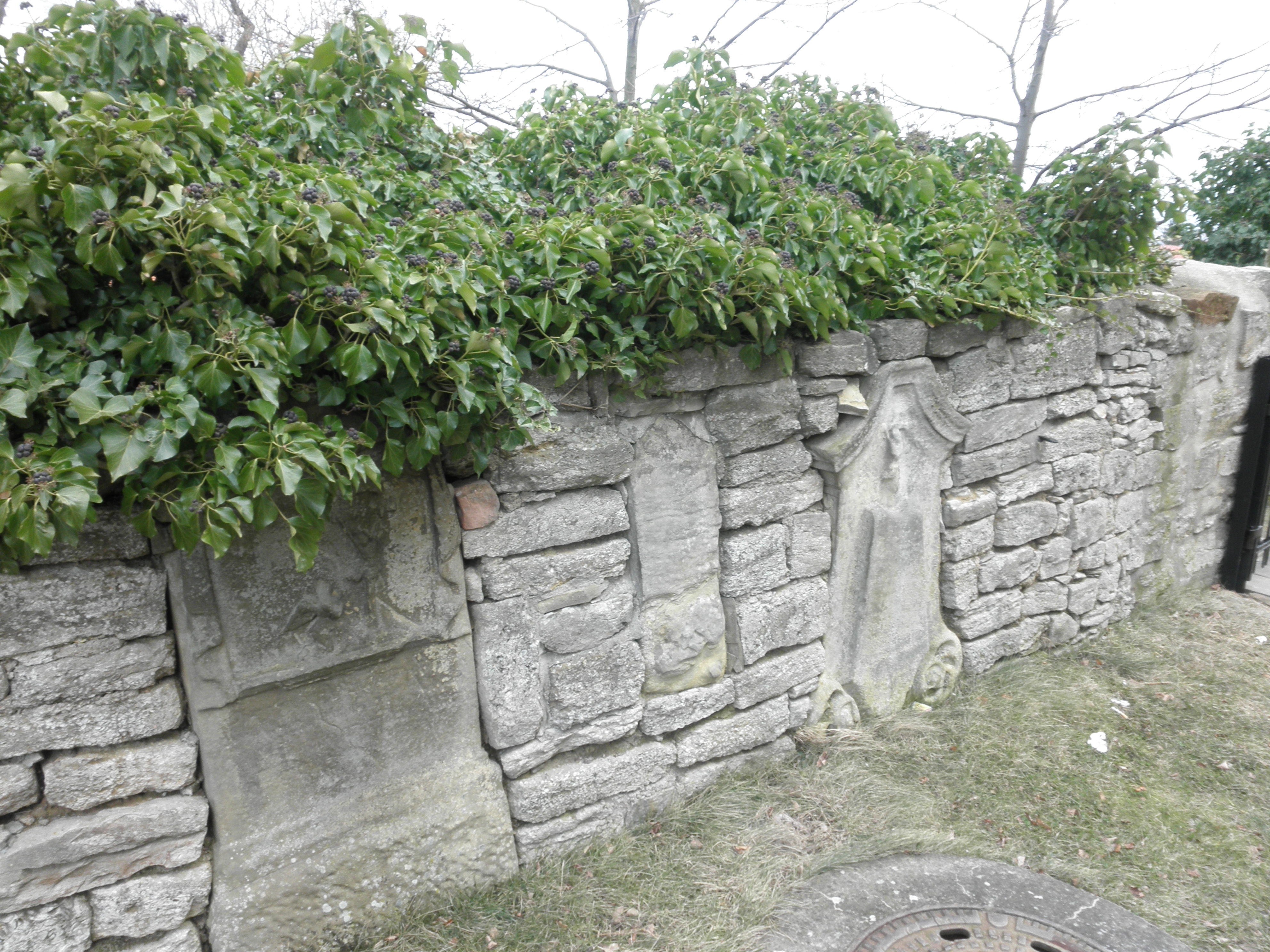
Kirchhofmauer mit verbauten alten Grabsteinen
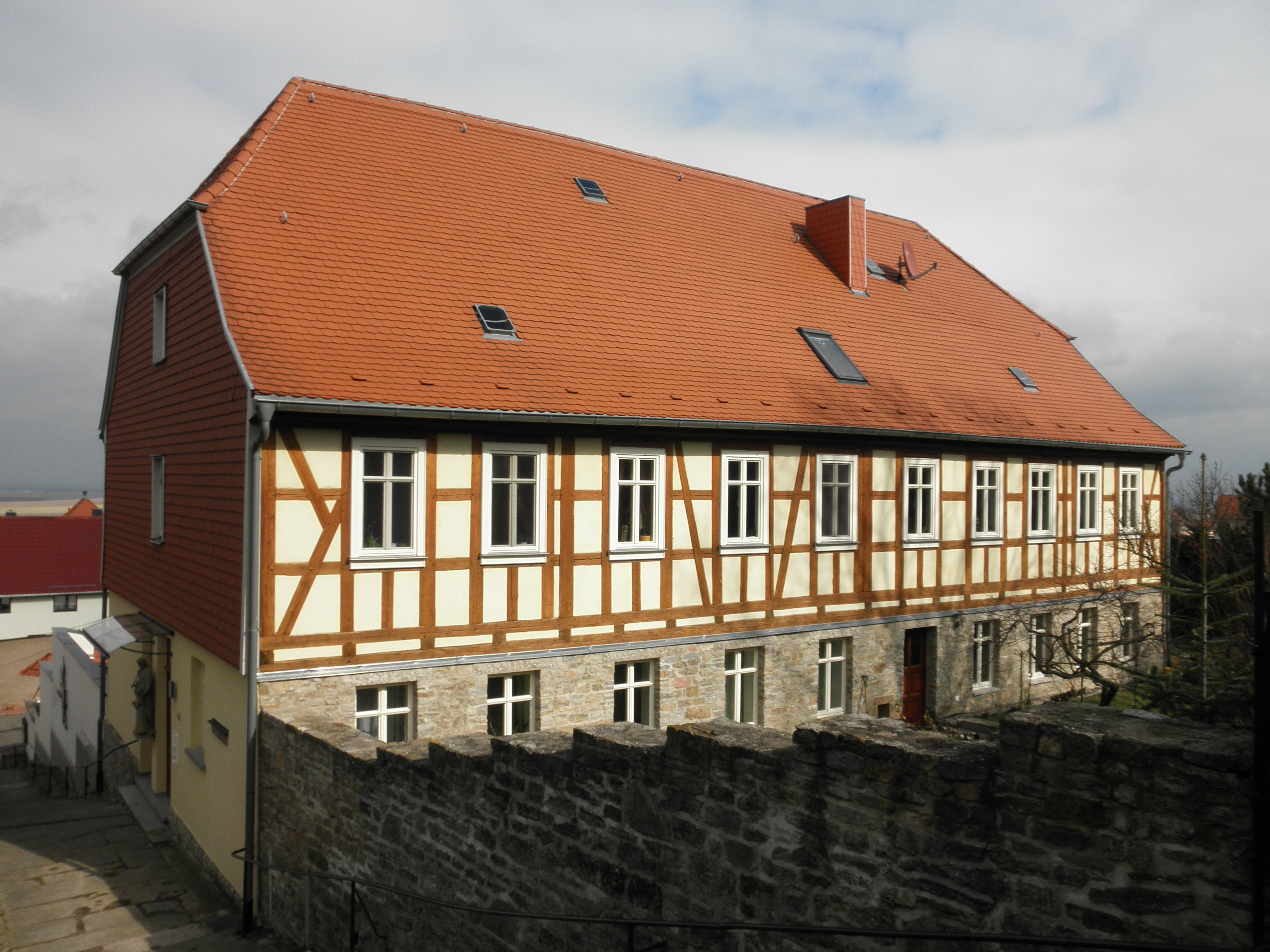
Katholisches Pfarrhaus
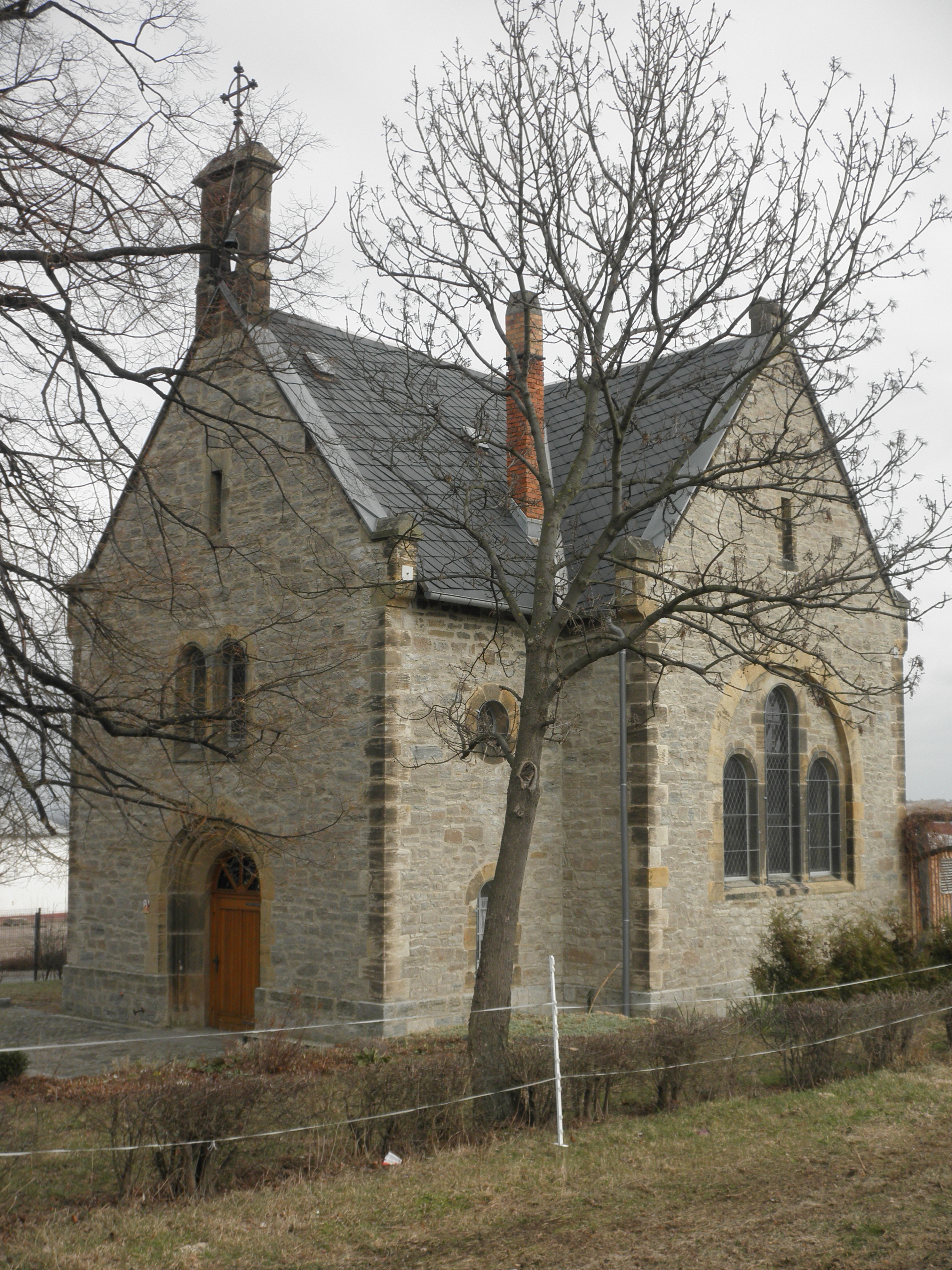
Ev. Gustav-Adolf-Kapelle
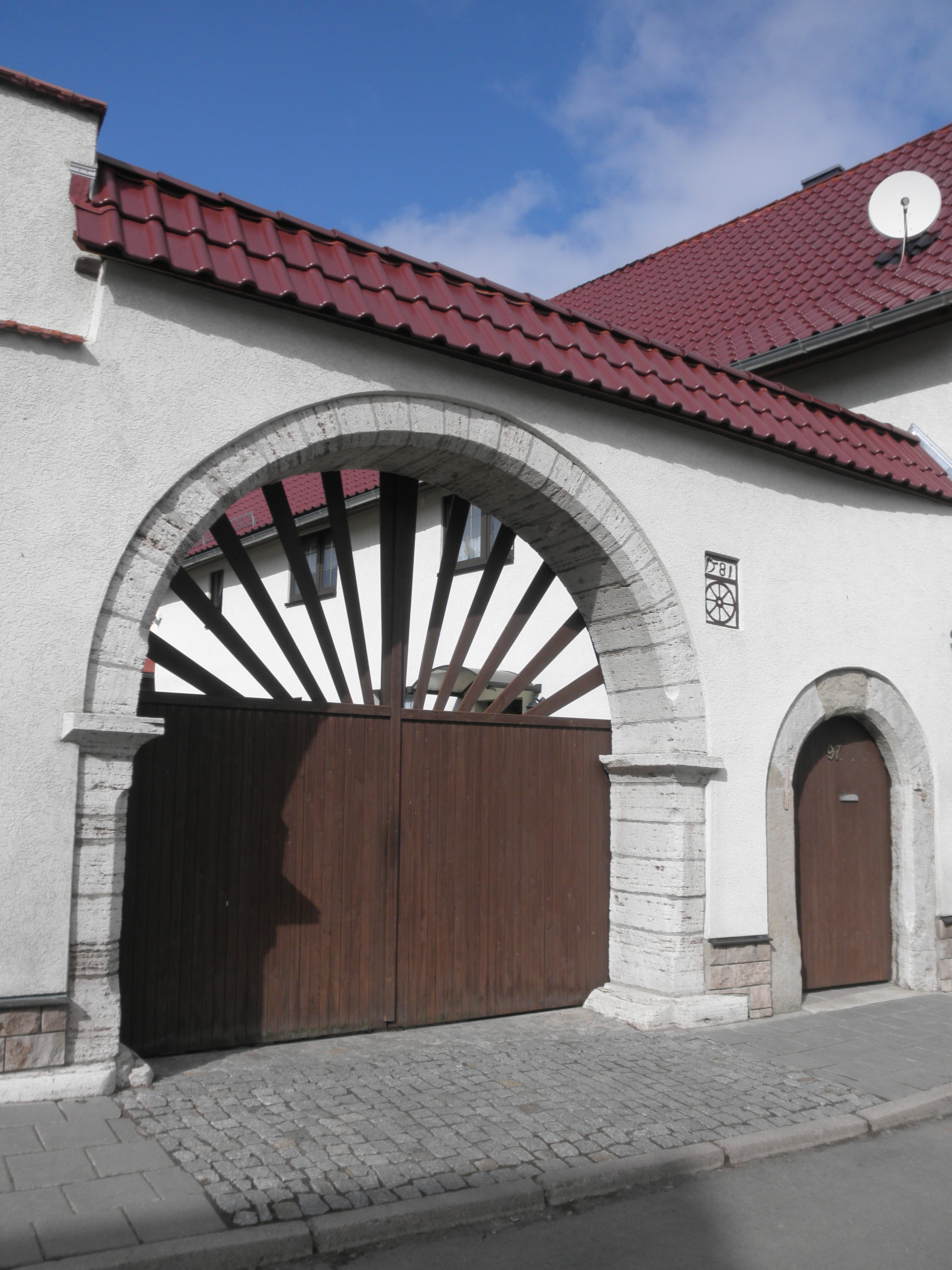
Hoftor
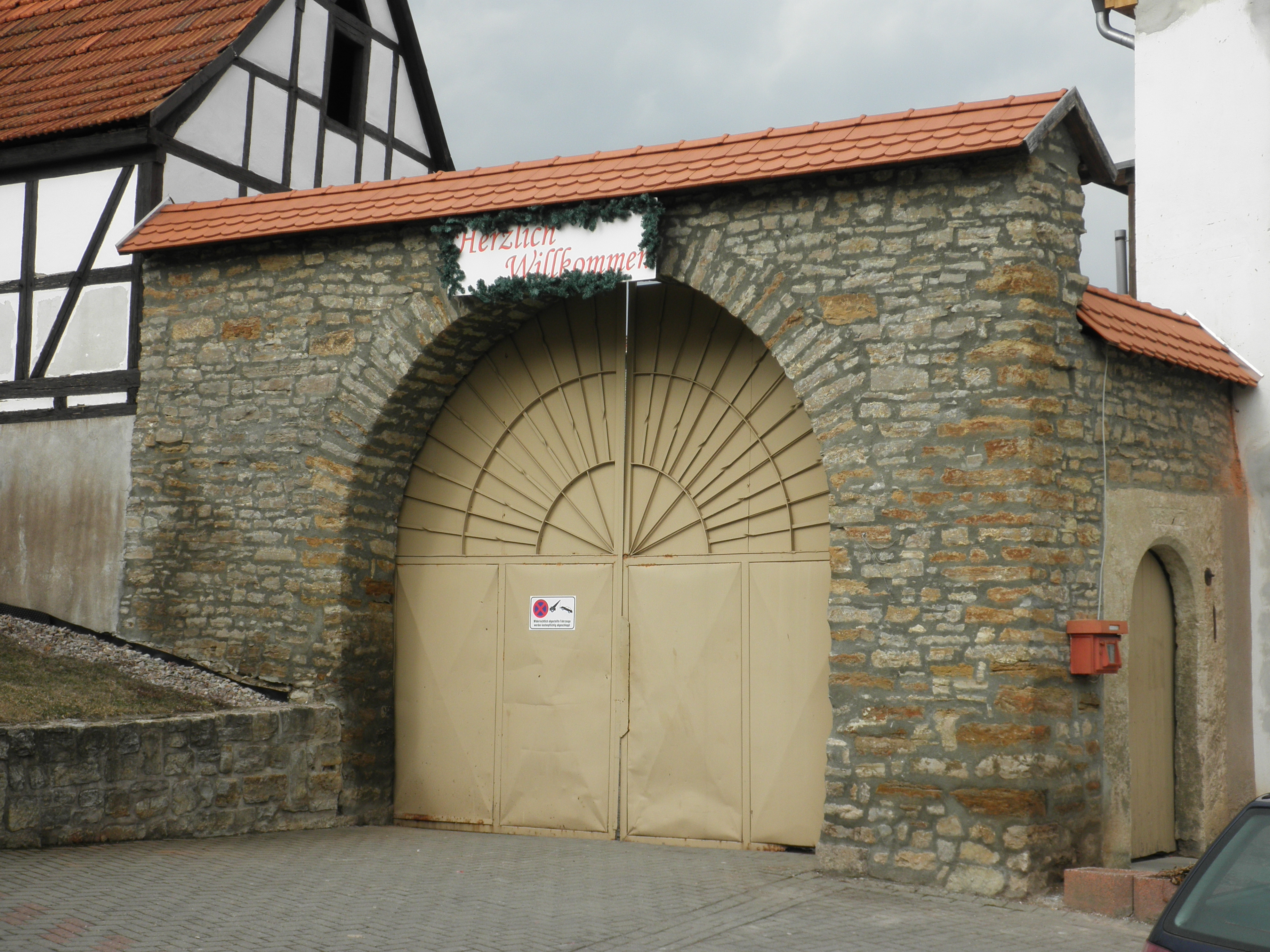
Hoftor
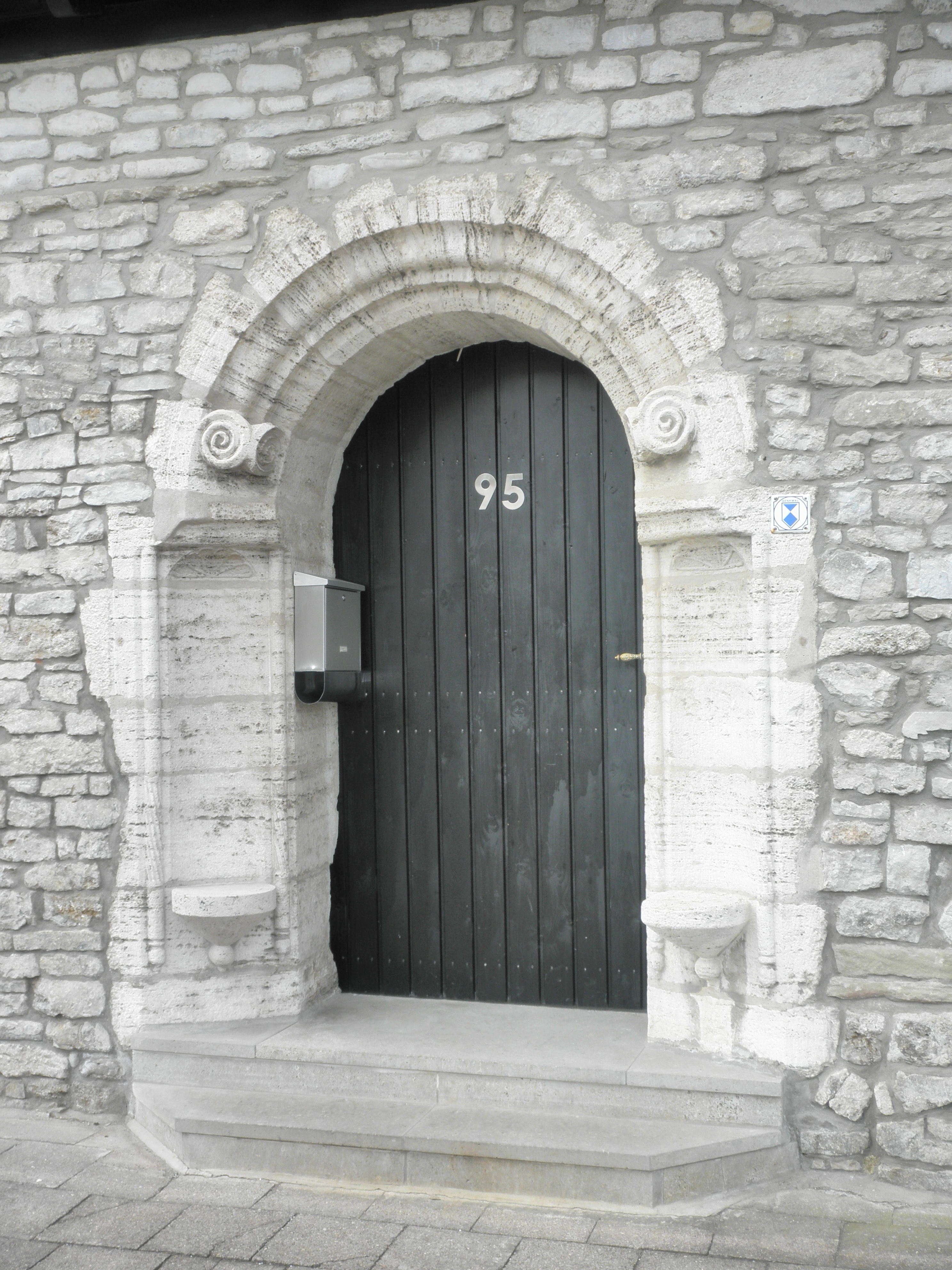
Hoftor
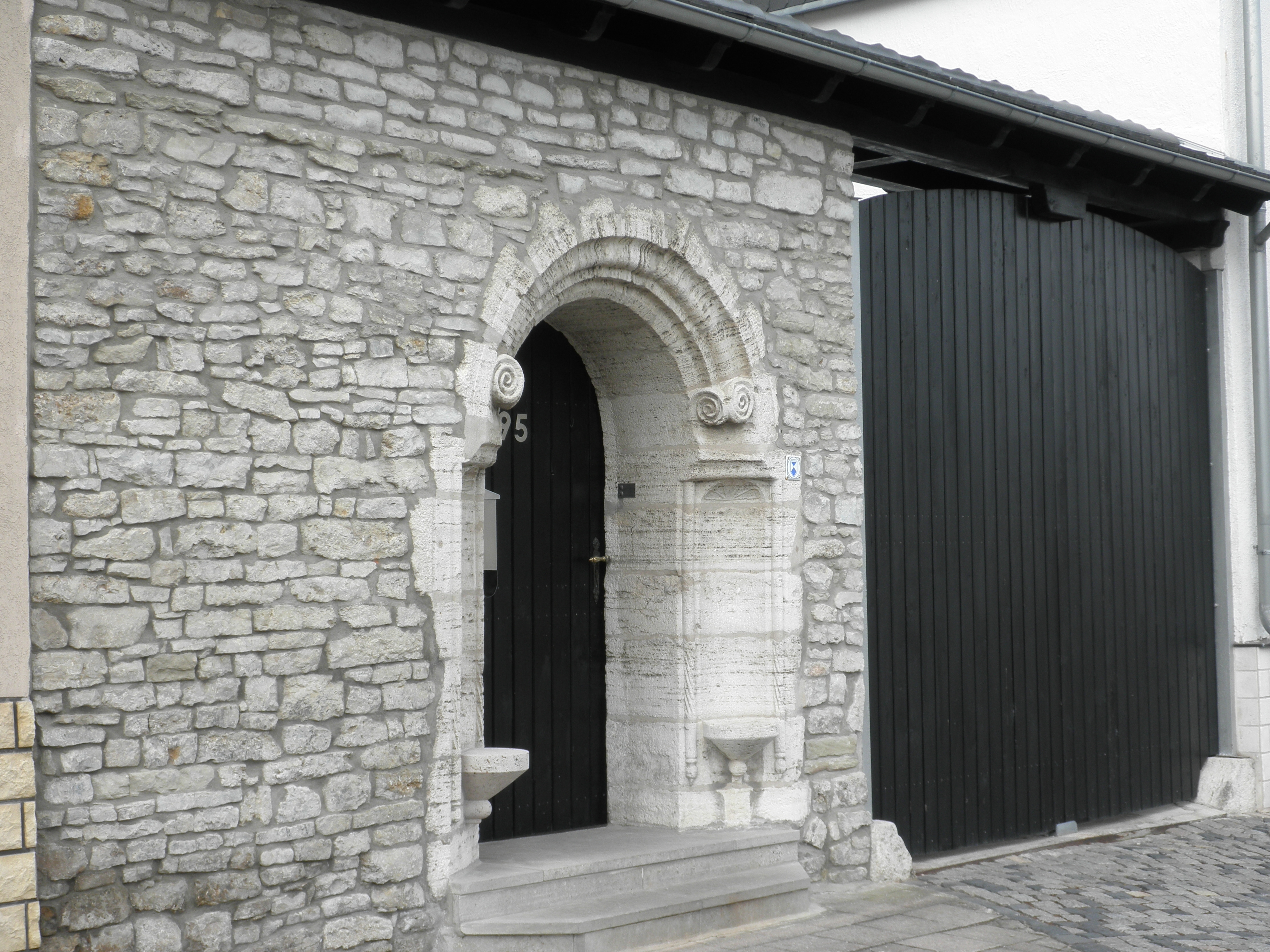
Hoftor
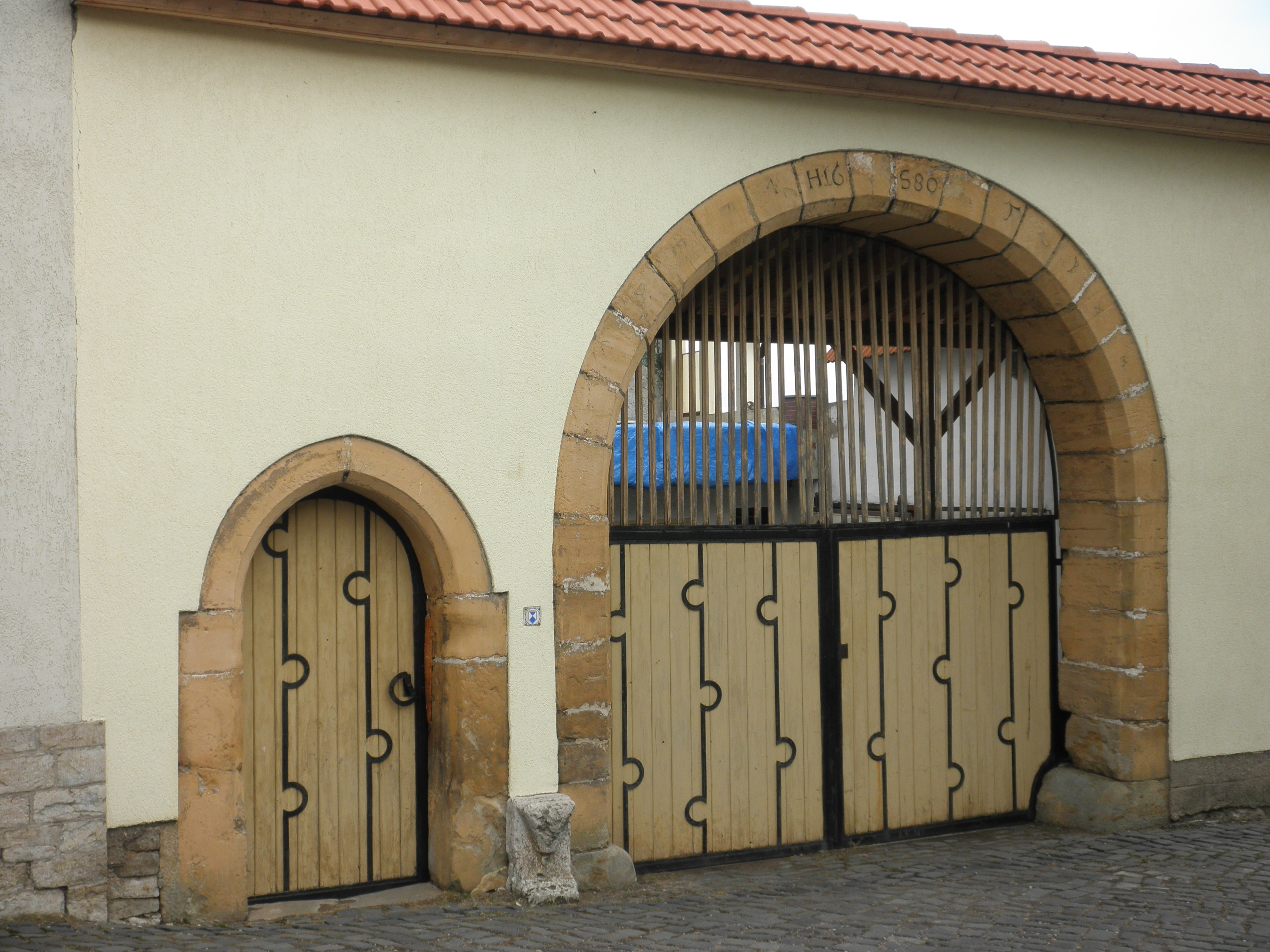
Hoftor
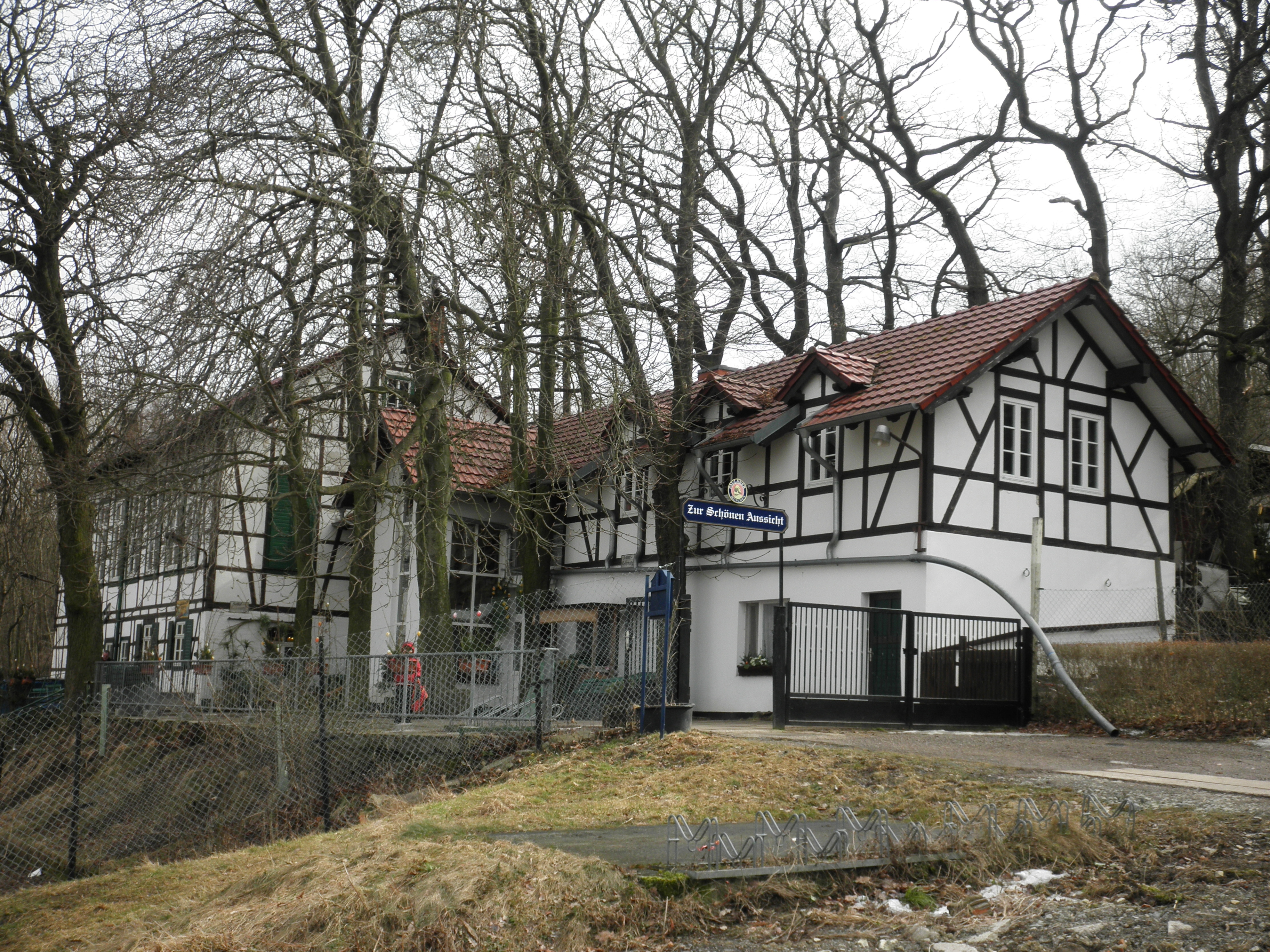
Ausflugsrestaurant „Schöne Aussicht“ oberhalb Witterda
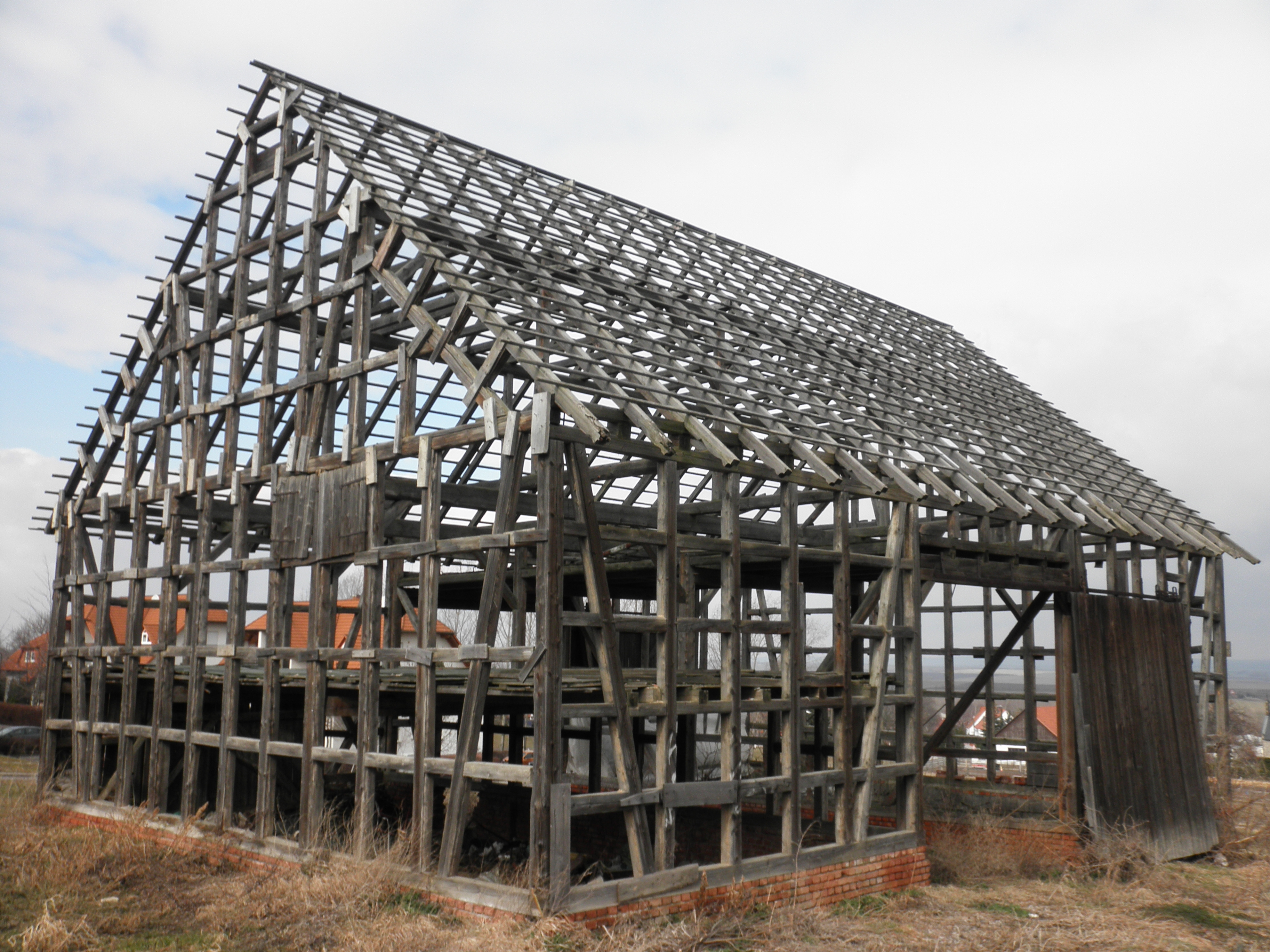
Fachwerkscheune bei Witterda (2011 versetzt)
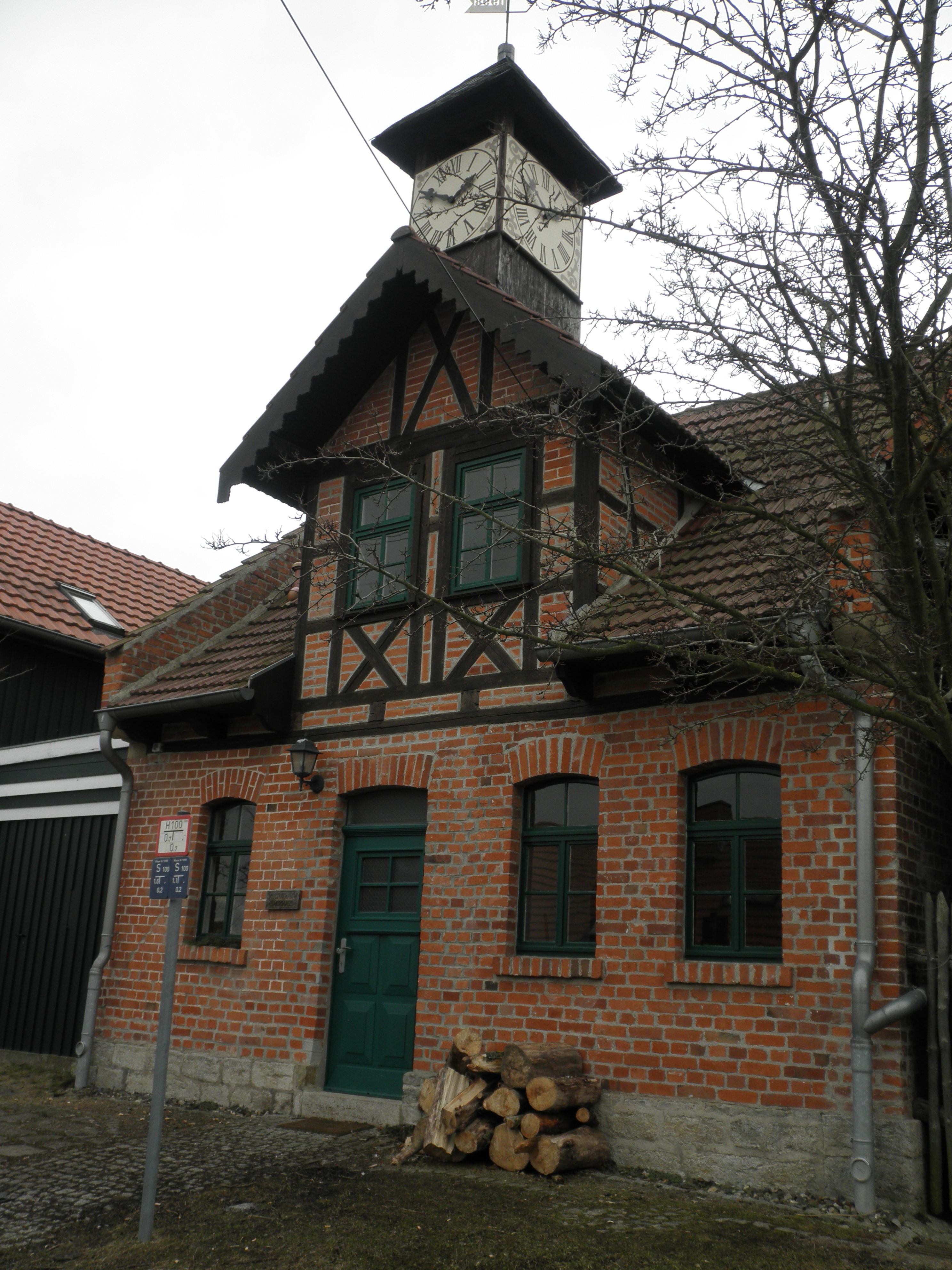
Früheres Backhaus in Friedrichsdorf

### Ortsteil Friedrichsdorf
Der jetzige Ortsteil Friedrichsdorf wurde 1780 auf Anordnung des Mainzer Erzbischofs und Landesherrn durch den Landbauinspektor Neithardt von Gneisenau als kleine Kolonie gegründet. An gleicher Stelle hatte bereits ein urkundlich 1217 erwähnter Ort mit Namen Rasdorf oder Rosdorf bestanden, der um 1450 verschwunden ist. Die Bevölkerung ernährte sich überwiegend von der Landwirtschaft.
Während des Zweiten Weltkrieges mussten Militärinternierte aus Italien sowie Frauen und Männer aus Polen in Friedrichsdorf Zwangsarbeit verrichten.
Am 1. Juli 1950 wurde die bis dahin eigenständige Gemeinde Friedrichsdorf nach Witterda eingemeindet.

### Einwohnerentwicklung
Frühere Einwohnerzahlen:
- 1618 – 0370  (vor dem Dreißigjährigen Krieg)
- 1650 – 0176  (nach dem Dreißigjährigen Krieg)
- 1816 – 0768
- 1900 – 0900
- 1933 – 1035

Ungefähre Einwohnerzahl im Jahre 1945:
- 1945 – 1700

Entwicklung der Einwohnerzahl seit 1994:
| - 1994 – 1.010 - 1995 – 1.049 - 1996 – 1.102 - 1997 – 1.145 - 1998 – 1.146 - 1999 – 1.154 | - 2000 – 1.192 - 2001 – 1.178 - 2002 – 1.148 - 2003 – 1.151 - 2004 – 1.140 - 2005 – 1.140 | - 2006 – 1.137 - 2007 – 1.122 - 2008 – 1.114 - 2009 – 1.099 - 2010 – 1.087 - 2011 – 1.099 | - 2012 – 1.105 - 2013 – 1.106 - 2014 – 1.116 - 2015 – 1.131 - 2016 – 1.113 - 2017 – 1.099 | - 2018 – 1.090 - 2019 – 1.062 - 2020 – 1.087 - 2021 – 1.077 |

 Datenquelle: Thüringer Landesamt für Statistik
Die etwa gleichbleibende Bevölkerungszahl ist nur durch Zuzug zu erklären. Es besteht ein erhebliches Geburtendefizit. So waren in den Jahren 1990 bis 1996 nur 26 Geburten (4 im Jahr) gegenüber 67 Sterbefällen (11 im Jahr) zu verzeichnen.

## Politik

### Gemeinderat
Der Gemeinderat aus Witterda setzt sich aus 12 Ratsfrauen und Ratsherren zusammen. Zur Kommunalwahl 2024 bekam die CDU 51,3 % der Stimmen (7 Sitze) und die FWG 48,7 % (5 Sitze).
(Stand: Kommunalwahl am 26. Mai 2024)

### Bürgermeister
Ehrenamtlicher Bürgermeister ist seit 2012 René Heinemann (CDU). Er wurde zuletzt zur Kommunalwahl 2024 mit 95,9 % der Stimmen wiedergewählt.

## Sehenswürdigkeiten

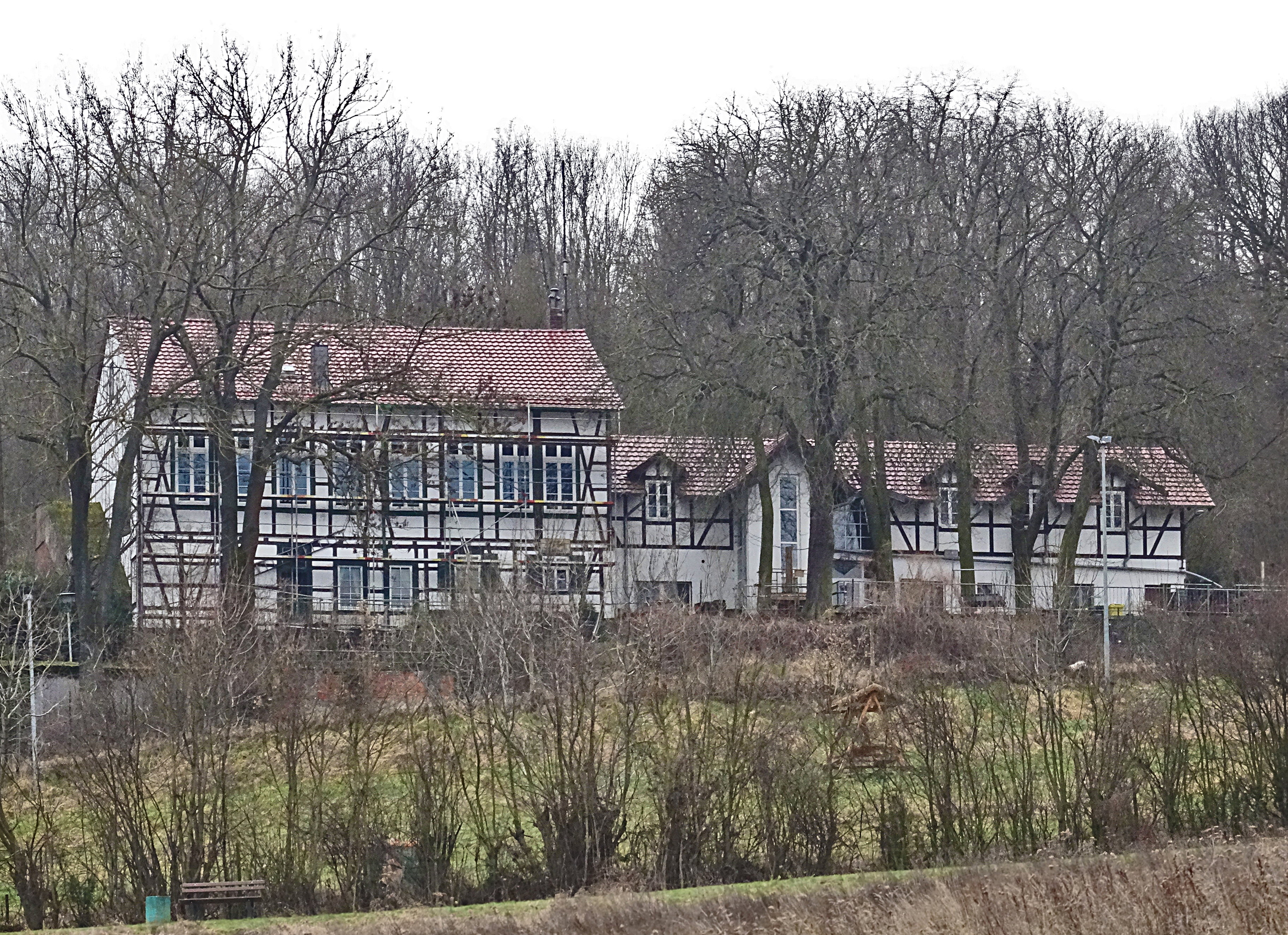
Zur schönen Aussicht

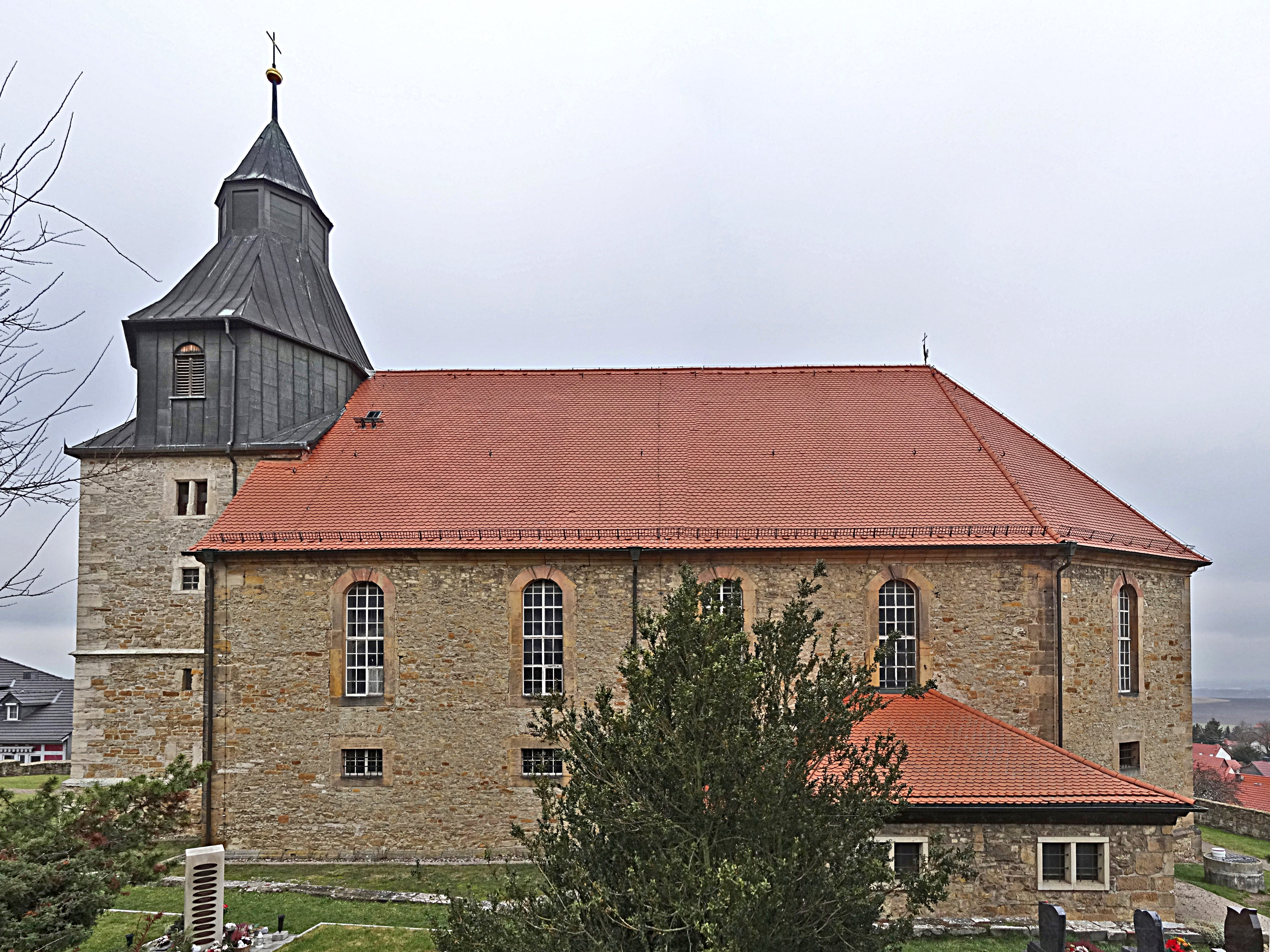
Pfarrkirche St. Martin

- Ausflugslokal „Zur schönen Aussicht“: Die Lage am Nordhang der Fahnerschen Höhen eröffnet einen umfassenden Ausblick auf das Thüringer Becken und die angrenzenden Höhen. Kyffhäuser, Ettersberg, Brocken und der Hohe Meißner u. a. sind bei gutem Wetter zu sehen. Das Anwesen wurde 1878 erbaut. Zur DDR-Zeit war es Kinderferienlager, Betriebsferienheim des VEB „Clara Zetkin“ aus Erfurt und Schulungsstätte der Betriebskampfgruppen. 1999 wurde es nach jahrelangem Leerstand wiedereröffnet. 2019 wurde es aus Privaten Gründen geschlossen, bis es 2022 aufgekauft wurde, seitdem öffnet es jedes Jahr an Himmelfahrt und hat sonst geschlossen.
- Die Katholische Pfarrkirche St. Martin ist ein weithin sichtbares Wahrzeichen des Ortes. Wegen ihrer hervorragenden Akustik wird sie außer zu Gottesdiensten auch zu Konzerten gern genutzt. Sie wurde 1710 geweiht, hatte aber bereits einen romanischen und einen gotischen Vorgängerbau. Der achtseitige, seit 1986 schiefergedeckte und gleichzeitig mit einem weithin sichtbaren Kreuz versehene Turm stammt überwiegend aus den Jahren 1550–1553. Das Kircheninnere mit wertvoller Orgel ist ansprechend restauriert.
- Auf dem weiterhin als Friedhof genutzten Kirchhof erinnert ein übermannsgroßes Kreuz an die 15 Wehrmachtssoldaten, die am 10. April 1945 bei Witterda in Abwehrkämpfen gegen die US-Truppen gefallen oder exekutiert worden sind. Das 1947 errichtete Kreuz verzeichnet die Namen von 13 hier ruhenden namentlich bekannten und zwei unbekannten Soldaten. Die Kosten für das Kreuz und die ursprünglichen 15 Grabplatten wurden trotz der Notzeit nach dem Krieg von der Gemeinde und Angehörigen durch Spenden aufgebracht.
- Die Pfarrei (erbaut 1668 und umgebaut 1782) an den Graden unterhalb der Kirche ist ein besonders großer und schöner, 2006 erneuerter Fachwerkbau.
- Gustav-Adolf-Kapelle (evangelisch) von 1891 im Unterdorf
- Zwölf große steinerne Rundbogentore bilden die Zugänge zu stattlichen Höfen im Ort. Sie sind charakteristisch für Witterda und stammen zum Teil noch aus der Zeit vor dem Dreißigjährigen Krieg, das älteste trägt die Jahreszahl 1574. 1938 waren noch 17 Hoftorbauten gezählt worden.
- Wohn- und Wirtschaftsgebäude aus Fachwerk sind in Witterda noch in erfreulich großer Zahl erhalten bzw. wiederhergestellt.
- „Backs“: das Gemeindebackhaus – heute Gemeindehaus – von Friedrichsdorf, mit kleinem Glockenturm.

## Wirtschaft und Infrastruktur
- Obstanbau und Gartenbau dominieren
- größter Arbeitgeber ist die Firma Heinemann Etiketten GmbH

### Verkehr
- Sehr gute Straßenanbindung in wenigen Kilometern an die Bundesstraße 4 (Nordhausen, Erfurt) und über diese an die Bundesautobahn 71 (Sömmerda, Schweinfurt).
- Der Bahnhof Witterda an der Bahnstrecke Kühnhausen–Bad Langensalza, angelegt als Feldbahnhof etwas außerhalb des Ortes, wurde auch aufgrund dieser Lage von den benachbarten Ortschaften mitgenutzt. Heute ist er stillgelegt.

### Wasserver- und Abwasserentsorgung
Die Trinkwasserversorgung auf dem Gebiet der Gemeinde Witterda übernimmt der Trinkwasserzweckverband "Erfurter Becken". Die Abwasserbeseitigung bewerkstelligt die Gemeinde selbstständig.

## Persönlichkeiten
- Johann Jakob Walther (geb. 1650 in Witterda, gest. 1717), Violinist und Komponist
- Joseph Martin Kraus (geb. 1756 in Miltenberg / Main, gest. 1792 in Schweden), Komponist und Schwedischer Hofkapellmeister. Sein Großvater Kraus, Rupertus ist geb. 1678 in Witterda.
- Udo Mainzer (geb. 1945 in Witterda), Landeskonservator des Rheinlands

## Mundart
Witterda liegt im Verbreitungsbereich der zentralthüringischen Mundart, die zu den thüringisch-obersächsischen Mundarten zählt.